# San Juan de Los Morros
San Juan de Los Morros – miasto w Wenezueli, stolica stanu Guárico.
Miasto leży na wysokości powyżej 500 m n.p.m. i należy do najgęściej zaludnionych w Wenezueli – powyżej 1500 osób/km². W 2001 roku liczyło 103 706 mieszkańców.
Panuje tu skrajnie gorący klimat, temperatury wahają się między 24 a 32 °C.
Od 1977 r. w mieście działa uniwersytet.

## Miasta partnerskie
- Altagracia de Orituco
- Calabozo
- Manizales
- Bilwi
- Valladolid
- Valle de la Pascua
- Villavicencio